# いちごのお家

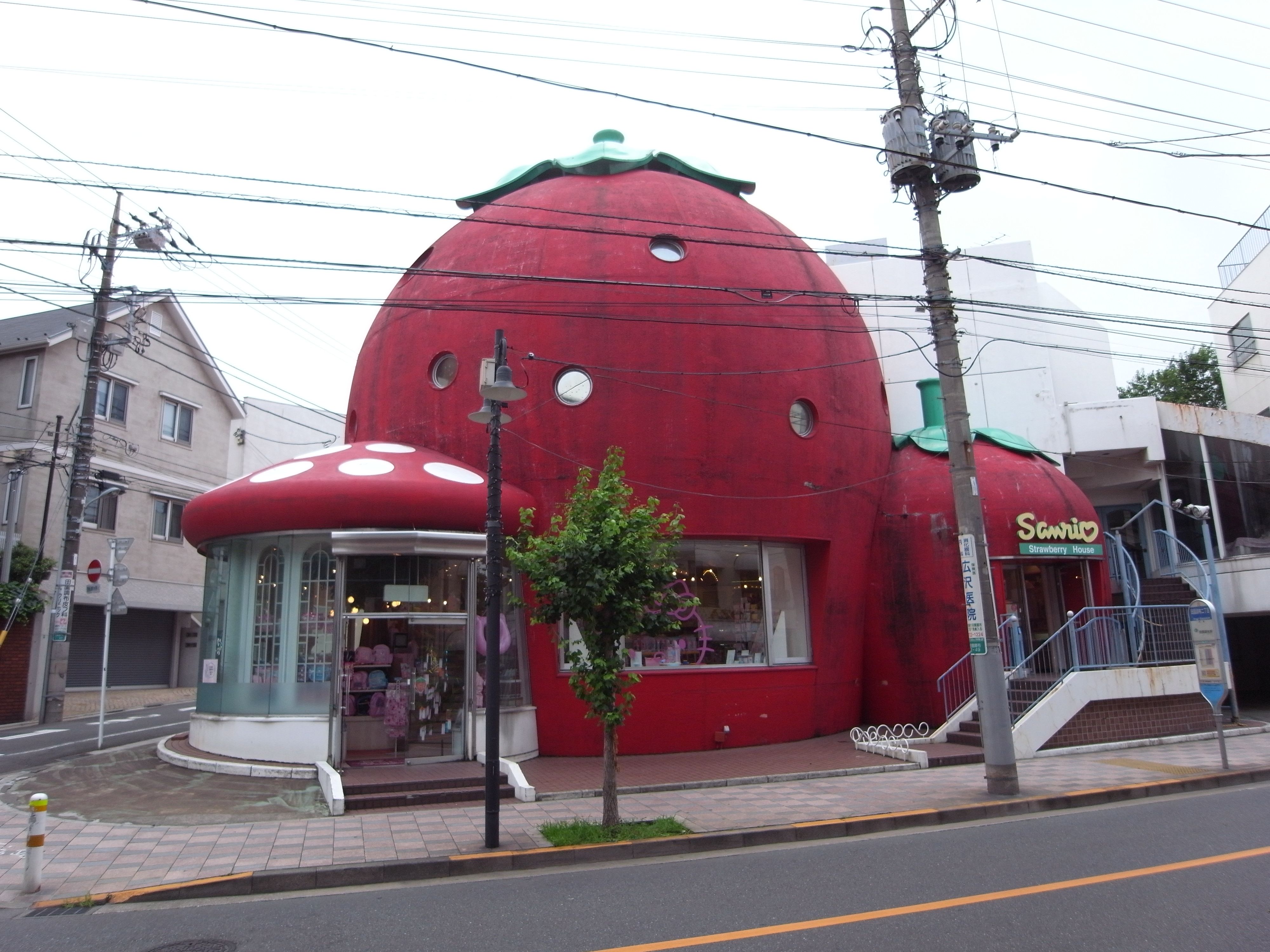
いちごのお家（2010年7月）

いちごのお家（いちごのおうち）は、かつて東京都大田区田園調布二丁目に存在した。サンリオの直轄運営によるソーシャルコミュニケーション型店舗（コンセプトショップ）の名称。外観はサンリオのキャラクター「ボタンノーズ」が住む「いちごのお家」を再現している。施設は解体されて現存しない。
かつて銀座にあったショールーム「サンリオギャラリー」、千葉県船橋市の「ららぽーと2」にあった「サンリオファンタージェン」とともに、サンリオピューロランド建設の足掛かりとなった施設のひとつでもある。

## 概要
1970年代後半から1980年代初頭にかけて、サンリオは次世代の新規事業とソーシャル・コミュニケーション事業を模索する中で「広く開かれたソーシャルコミュニケーションのあり方」を考え、サンリオ創業者である辻信太郎自身が、サンリオファンの集いの場とモデル店舗・ショールームを兼ねた場所となる店舗を作りたいという構想が結実したのが「いちごのお家」であった。この建物はアメリカのサンリオファンの声を受けて企画検討されたものでもある。
高額な建設費用や丸い形の建物は店舗には向かないという反対意見もあったが、創業者の強い熱意と説得により反対していた人々も賛成に転じ、「いちごのお家」が建設されることとなった。建物外観（イメージパース）は「ボタンノーズ」の作者のがデザインし、施工は竹中工務店が行った。外壁はイタリア製の総タイル張りで、ドーム型の建築物は当時として珍しかった。
「いちごのお家」は1983年12月1日に開店。オープン当初のコンセプトは「ナウなヤングにも人気のいちごのお家、誕生」で、子供より高い年齢層をターゲットとした店舗であり、「いちごのお家」と同日には、約50m離れた近隣には、幼児向け店舗「つみきのお家」も開設された。
開店当初は「1000日間の期間限定」としてオープンした。それは「みんなに夢とやさしさを与え、ある日突然姿を消すほうがロマンチック」であるという演出上の理由と、期間限定の方が価値や関心が高まることを狙ったものとされた。だが実際には、周囲は人通りの少ない住宅地で立地条件が悪く、続けるほど赤字が嵩むため期間限定としたのが真相であると、サンリオ直販部の社員が述べている。
「いちごのお家」オープン前の1983年7月、サンリオ出版による絵本『いちごのお家のティーパーティー』(変形B5版、カラー、一部モノクロ/もろいじゅんこ・ひろせまさよ著)が刊行された。同絵本はボタンノーズ作者の、ひろせまさよによる描き下ろしのイラストで構成されており、1983年12月1日にオープン予定の「いちごのお家」に関するコンセプト説明や地図なども掲載されていた。　1986年3月には「『いちごのお家』記念カード」が1枚100円で発行された。同1986年5月24日、フィリピン元大統領のコラソン・アキノの娘のクリス・アキノが来日した際に同店を訪問し「世界一かわいいお家」と絶賛した。クリスは間もなく店が取り壊される予定であることを知ると「今度日本に来る時に無くなっていたらとても寂しい」と憂いていた。
期間限定の店舗として予定どおり閉店を計画したが、ファンからの要望に応える形でその後も存続し、建物の老朽化により、2011年12月25日に閉店した。翌2012年2月に解体工事が開始され、同年4月に同施設・店舗は撤去され更地になり、跡地にはマンションが建設された。

## 施設
出典：『商店界』1984年2月号、および『'70s&'80s サンリオのデザイン』 174-176頁。
- 1階：サンリオショップ「田園調布ギフトゲート」
  - サンリオのキャラクターグッズのほか、手作りクッキー店「ディッコリー・ドッキー」を設置。このクッキー店は当時のサンリオ新戦略の一つだった。インテリアコーナー、ハイドロカルチャーのコーナーも併設。1階のきのこ屋根部分に入居。
- 2階（中2階）：ストロベリーパーラー
  - テナント出店でいちごパフェなどの洋菓子を販売。キャンディショップ「キャンディーのお花畑」も併設。洋菓子販売と飲食可能のコーナーを26席設置。
- 3階（2階）：レストラン「レストランゴトー」→ いちごのお部屋（いちご新聞主催の「いちごメイトパーティー」で使用した専用ルーム）
  - 開設当初はテナントによるレストラン店舗だったが、改装後は商店会の会合やサンリオファンの交流の場として無料貸し出しを行った。
- 4階（3階）：多目的ホール → いちごのお部屋
  - 開設当初はレストランホール（20席）だったが、後に「いちごのお部屋」に改装された。